# Campionati europei di ciclismo su pista Juniores e Under-23 2020
I Campionati europei di ciclismo su pista Juniores e Under-23 2020 sono stati disputati ad Fiorenzuola d'Arda, in Italia, dall'8 al 13 ottobre 2020.

## Medagliere
| Pos.   | Paese       | Oro | Argento | Bronzo | Totale |
| ------ | ----------- | --- | ------- | ------ | ------ |
| 1      | Germania    | 12  | 9       | 9      | 30     |
| 2      | Russia      | 11  | 3       | 7      | 21     |
| 3      | Italia      | 5   | 4       | 4      | 13     |
| 4      | Belgio      | 5   | 2       | 3      | 10     |
| 5      | Polonia     | 3   | 8       | 6      | 17     |
| 6      | Paesi Bassi | 2   | 2       | 3      | 7      |
| 7      | Danimarca   | 2   | 1       | 1      | 4      |
| 8      | Portogallo  | 1   | 5       | 2      | 8      |
| 9      | Rep. Ceca   | 1   | 2       | 0      | 3      |
| 10     | Ucraina     | 1   | 1       | 1      | 3      |
| 11     | Slovacchia  | 1   | 0       | 0      | 1      |
| 12     | Francia     | 0   | 3       | 2      | 5      |
| 12     | Svizzera    | 0   | 3       | 2      | 5      |
| 14     | Spagna      | 0   | 1       | 1      | 2      |
| 15     | Grecia      | 0   | 0       | 1      | 1      |
| 15     | Irlanda     | 0   | 0       | 1      | 1      |
| 15     | Lituania    | 0   | 0       | 1      | 1      |
| Totale | Totale      | 44  | 44      | 44     | 132    |

## Risultati

### Under-23

#### Uomini
| Eventi                   | Oro                                                        | Tempo          | Argento                                                                         | Tempo            | Bronzo                                                                   | Tempo                |
| Velocità                 | Martin Čechman                                             | Martin Čechman | Mikhail Iakovlev                                                                | Mikhail Iakovlev | Konstantinos Livanos                                                     | Konstantinos Livanos |
| Velocità a squadre       | Russia Daniil Komkov Dmitry Nesterov Pavel Rostov          | 1:12.632       | Rep. Ceca Matěj Bohuslávek Martin Čechman Jakub Šťastný                         | 1:12.748         | Germania Anton Höhne Julien Jäger Nik Schröter                           | 1:13.164             |
| Chilometro               | Felix Groß                                                 | 1:02.086       | Anton Höhne                                                                     | 1:03.127         | Ivan Smirnov                                                             | 1:03.441             |
| Keirin                   | Anton Höhne                                                | Anton Höhne    | Daan Kool                                                                       | Daan Kool        | Mateusz Sztrauch                                                         | Mateusz Sztrauch     |
| Inseguimento individuale | Felix Groß                                                 | 4:19.716       | Ivan Smirnov                                                                    | 4:24.748         | Lev Gonov                                                                | 4:19.504             |
| Inseguimento a squadre   | Russia Nikita Bersenev Lev Gonov Ivan Smirnov Gleb Syritsa | 3:59.276       | Italia Davide Boscaro Gidas Umbri Jonathan Milan Tommaso Nencini Giulio Masotto | 4:08.204         | Germania Richard Banusch Tobias Buck-Gramcko Felix Groß Nicolas Heinrich | 4:04.824             |
| Gara a punti             | Gleb Syritsa                                               | 66 pts         | Iúri Leitão                                                                     | 34 pts           | Richard Banusch                                                          | 34 pts               |
| Scratch                  | Bartosz Rudyk                                              | Bartosz Rudyk  | Iúri Leitão                                                                     | Iúri Leitão      | Tuur Dens                                                                | Tuur Dens            |
| Madison                  | Russia Ivan Smirnov Lev Gonov                              | 97 pts         | Svizzera Valère Thiébaud Robin Froidevaux                                       | 58 pts           | Polonia Bartosz Rudyk Filip Prokopyszyn                                  | 40 pts               |
| Omnium                   | Gleb Syritsa                                               | 132 pts        | Alex Vogel                                                                      | 126 pts          | Fabio Van den Bossche                                                    | 122 pts              |
| Eliminazione             | Jules Hesters                                              | Jules Hesters  | Iúri Leitão                                                                     | Iúri Leitão      | Raúl García Pierna                                                       | Raúl García Pierna   |

#### Donne
| Eventi                   | Oro                                                                    | Tempo           | Argento                                                                          | Tempo              | Bronzo                                                                                    | Tempo           |
| Velocità                 | Lea Friedrich                                                          | Lea Friedrich   | Pauline Grabosch                                                                 | Pauline Grabosch   | Jana Tyščenko                                                                             | Jana Tyščenko   |
| Velocità a squadre       | Germania Lea Friedrich Pauline Grabosch Alessa Pröpster                | 1:20.726        | Russia Ksenia Andreeva Serafima Grishina Jana Tyščenko                           | 1:20.866           | Polonia Paulina Petri Nikola Seremak Nikola Sibiak                                        | 1:21.026        |
| 500m da fermo            | Lea Friedrich                                                          | 39.618          | Pauline Grabosch                                                                 | 40.715             | Jana Tyščenko                                                                             | 40.855          |
| Keirin                   | Lea Friedrich                                                          | Lea Friedrich   | Nikola Sibiak                                                                    | Nikola Sibiak      | Nikola Seremak                                                                            | Nikola Seremak  |
| Inseguimento individuale | Franziska Brauße                                                       | 3:35.040        | Vittoria Guazzini                                                                | 3:43.279           | Mia Griffin                                                                               | 3:41.810        |
| Inseguimento a squatee   | Italia Marta Cavalli Chiara Consonni Martina Fidanza Vittoria Guazzini | 4:36.080        | Germania Franziska Brauße Lena Charlotte Reißner Finja Smekal Lea Lin Teutenberg | 4:38.400           | Polonia Karolina Kumięga Karolina Lipiejko Wiktoria Pikulik Anna Sagan Patrycja Lorkowska | OVL             |
| Gara a punti             | Silvia Zanardi                                                         | 61 pts          | Shari Bossuyt                                                                    | 40 pts             | Franziska Brauße                                                                          | 33 pts          |
| Scratch                  | Martina Fidanza                                                        | Martina Fidanza | Maike van der Duin                                                               | Maike van der Duin | Maria Martins                                                                             | Maria Martins   |
| Madison                  | Italia Chiara Consonni Martina Fidanza                                 | 44 pts          | Germania Lea Lin Teutenberg Franziska Brauße                                     | 26 pts             | Polonia Wiktoria Pikulik Patrycja Lorkowska                                               | 22 pts          |
| Omnium                   | Maria Novolodskaya                                                     | 167 pts         | Wiktoria Pikulik                                                                 | 128 pts            | Olivija Baleišytė                                                                         | 109 pts         |
| Eliminazione             | Chiara Consonni                                                        | Chiara Consonni | Maria Martins                                                                    | Maria Martins      | Mylène de Zoete                                                                           | Mylène de Zoete |

### Junior

#### Uomini
| Eventi                   | Oro                                                                         | Tempo                   | Argento                                                                | Tempo              | Bronzo                                                                             | Tempo           |
| Velocità                 | Willy Leonhard Weinrich                                                     | Willy Leonhard Weinrich | Konrad Burawski                                                        | Konrad Burawski    | Domenic Kruse                                                                      | Domenic Kruse   |
| Velocità a squadre       | Germania Paul Schippert Domenic Kruse Willy Leonhard Weinrich Paul Groß     | 1:14.940                | Polonia Adam Janeczek Maciej Fąk Tomasz Grzesiak Konrad Burawski       | 1:15.339           | Russia Nikita Kalachnik Aleksandr Popov Alexey Sherstenikin                        | 1:14.950        |
| Chilometro               | Noah Vandenbranden                                                          | 1:03.201                | Laurin Drescher                                                        | 1:04.022           | Willy Leonhard Weinrich                                                            | 1:04.606        |
| Keirin                   | Bohdan Danylchuk                                                            | Bohdan Danylchuk        | Paul Groß                                                              | Paul Groß          | Damien Fortis                                                                      | Damien Fortis   |
| Inseguimento individuale | Benjamin Boos                                                               | 3:21.625                | Carl-Frederik Bevort                                                   | 3:24.156           | Manlio Moro                                                                        | 3:21.487        |
| Inseguimentoba squadre   | Russia Dmitrii Dolzhikov Mark Kryuchkov David Shekelashvili Daniil Valgonen | 4:17.796                | Germania Benjamin Boos Maximilian Eißer Moritz Kretschy Luis-Joe Lührs | 4:19.278           | Italia Lorenzo Balestra Niccolò Galli Manlio Moro Andrea D'Amato Luca Portigliatti | 4:16.188        |
| Gara a punti             | Moritz Kretschy                                                             | 31 pts                  | Fabio Christen                                                         | 28 pts             | Tobias Aagaard Hansen                                                              | 20 pts          |
| Scratch                  | Loe van Belle                                                               | Loe van Belle           | Noah Vandenbranden                                                     | Noah Vandenbranden | Laurin Drescher                                                                    | Laurin Drescher |
| Madison                  | Danimarca Tobias Lund Andresen Kasper Andersen                              | 37 pts                  | Spagna Marc Terrasa Francesc Bennàssar                                 | 25 pts             | Germania Tim Torn Teutenberg Benjamin Boos                                         | 25 pts          |
| Omnium                   | Loe van Belle                                                               | 124 pts                 | Tim Torn Teutenberg                                                    | 116 pts            | Eddy Le Huitouze                                                                   | 114 pts         |
| Eliminazione             | Tobias Aagaard Hansen                                                       | Tobias Aagaard Hansen   | Adam Wozniak                                                           | Adam Wozniak       | Fabian Weiss                                                                       | Fabian Weiss    |

#### Donne
| Eventi                   | Oro                                                                             | Tempo          | Argento                                                                                       | Tempo                    | Bronzo                                                                           | Tempo                |
| Velocità                 | Alina Lysenko                                                                   | Alina Lysenko  | Marie-Divine Kouamé Taky                                                                      | Marie-Divine Kouamé Taky | Elizaveta Bogomolova                                                             | Elizaveta Bogomolova |
| Velocità a squadre       | Polonia Joanna Błaszczak Natalia Nieruchalska Nikola Wielowska                  | 1:22.218       | Italia Valentina Basilico Sara Fiorin Gaia Tormena                                            | 1:24.381                 | Russia Varvara Blagodarova Elizaveta Bogomolova Elizaveta Krechkina              | 1:24.273             |
| 500m                     | Marith Vanhove                                                                  | 42.307         | Alla Biletska                                                                                 | 42.658                   | Marie-Divine Kouamé Taky                                                         | 42.723               |
| Keirin                   | Alina Lysenko                                                                   | Alina Lysenko  | Marie-Divine Kouamé Taky                                                                      | Marie-Divine Kouamé Taky | Alla Biletska                                                                    | Alla Biletska        |
| Inseguimento individuale | Alena Ivanchenko                                                                | 2:26.080       | Zuzanna Olejniczak                                                                            | 2:30.986                 | Julie De Wilde                                                                   | 2:28.806             |
| Inseguimento a squadre   | Russia Inna Abaidullina Alena Ivanchenko Anastasia Pecherskikh Valeria Valgonen | 4:41.581       | Italia Lara Crestanello Silvia Bortolotti Eleonora Gasparrini Elisa Tonelli Carlotta Cipressi | 4:47.780                 | Germania Hanna Dopjans Lana Eberle Fabienne Jahrig Marla Sigmund Paula Leonhardt | 4:48.821             |
| Gara a punti             | Katrijn De Clercq                                                               | 26 pts         | Daniela Campos                                                                                | 23 pts                   | Daniek Hengeveld                                                                 | 21 pts               |
| Scratch                  | Nora Jenčušová                                                                  | Nora Jenčušová | Nikola Wielowska                                                                              | Nikola Wielowska         | Lara Crestanello                                                                 | Lara Crestanello     |
| Madison                  | Belgio Marith Vanhove Katrijn De Clercq                                         | 31 pts         | Polonia Nikola Wielowska Zuzanna Olejniczak                                                   | 23 pts                   | Italia Lara Crestanello Valentina Basilico                                       | 23 pts               |
| Omnium                   | Nikola Wielowska                                                                | 133 pts        | Flavie Boulais                                                                                | 114 pts                  | Daniela Campos                                                                   | 114 pts              |
| Eliminazione             | Daniela Campos                                                                  | Daniela Campos | Gabriela Bártová                                                                              | Gabriela Bártová         | Daniek Hengeveld                                                                 | Daniek Hengeveld     |